# Malutka czarownica
Malutka Czarownica (niem. Die kleine Hexe) – książka dla dzieci napisana w 1957 roku przez Otfrieda Preußlera; w Polsce ukazała się w 1960 roku.

## Geneza
Preußler wymyślił tę historyjkę dla swojej małej córeczki, która nie chciała iść spać, ponieważ bała się złych czarownic. Preußler próbował wytłumaczyć jej, że czarownic już nie ma. Wtedy córka spytała go dlaczego. Chęć odpowiedzi na to pytanie stała się inspiracją do napisania przygód Malutkiej Czarownicy. Preußler opowiedział na próbę skończoną historię swoim uczniom, a dopiero potem ją spisał. Dodatkowo umieścił w książce następującą dedykację: „dla naszych trzech małych córek i dla wszystkich dzieci, które chciałyby wiedzieć, dlaczego w dzisiejszych czasach nie należy się więcej bać złych czarownic” (niem. „für unsere drei kleinen Töchter und für alle Kinder, die wissen möchten, weshalb man sich heutzutage vor bösen Hexen nicht mehr zu fürchten braucht”).
Książka została przetłumaczona na 47 języków.

## Treść
Malutka Czarownica ma 127 lat, więc według standardów czarownic jest jeszcze bardzo młoda. Mieszka ona w małej chatce w lesie razem z mówiącym ludzkim głosem krukiem Abraksasem. Jej największym marzeniem jest uczestniczenie w sabatach na górze Blocksberg (Brocken) razem z dorosłymi czarownicami. Pewnego razu próbuje podstępem wziąć udział w Nocy Walpurgi, choć mądry Abraksas ostrzega ją, że na pewno zostanie złapana. Tak też się dzieje. Malutka Czarownica zostaje rozpoznana przez swoją ciotkę – złą czarownicę burzy o imieniu Rum-Brum-Trach. Za karę czarownice palą jej latającą miotłę. Obiecują jednak Malutkiej Czarownicy, że będzie mogła wziąć udział w przyszłorocznym sabacie, jeśli będzie dobrą wiedźmą. Malutka Czarownica stara się więc spełniać same dobre uczynki. Przez rok pomaga ludziom w potrzebie, karze złego woźnicę oraz ratuje zwierzęta. Malutkiej Czarownicy bardzo podoba się spełnianie dobrych uczynków i postanawia, że już zawsze będzie pomagać potrzebującym. Jednak gdy staje przed radą czarownic, okazuje się, że dobrą czarownicą jest wiedźma, która jak najbardziej uprzykrza ludziom życie. Czarownice chcą ponownie ukarać Malutką Czarownicę. Miałaby ona nosić drewno na stos, który płonie podczas Nocy Walpurgi. Zamiast tego główna bohaterka postanawia zemścić się na starszych czarownicach i sprawia, że ich magiczne księgi oraz latające miotły tracą moc. Tym samym czarownice tracą źródło swojej wiedzy i nie mogą więcej studiować magii. Na koniec Malutka Czarownica używa bezużytecznych już książek i mioteł do zbudowania stosu, który podpala, świętując własną Noc Walpurgi.

## Ekranizacje
Malutka Czarownica została po raz pierwszy sfilmowana w 1969 roku przez Albrechta Rosera. Był to film telewizyjny w formie teatru lalek i marionetek.
W 1984 roku pojawił się też niemiecko-czechosłowacki film rysunkowy Malá čarodějnice (pol. Mała Czarownica). W przeciwieństwie do oryginału Malutka Czarownica jest małą dziewczynką, a kruk Abraksas nie tylko udziela dobrych rad, ale pełni też rolę nauczyciela i przewodnika, bez którego pomocy nie byłaby w stanie pokonać rady czarownic.
W 1986 roku w sowieckiej telewizji został wyemitowany bazujący na historii Preußlera film pełnometrażowy Маленькая Баба-Яга (pol. Malutka Baba-Jaga) w reżyserii Anatoly Slyassky.
Kolejny film rysunkowy powstał w 1991 roku w ZSRR i nosił tytuł Маленькая кoлдунья (pol. Malutka Czarownica). Jego reżyserem był Геннадий Сокольский.
Najnowsza ekranizacja pochodzi z 2016 roku. Film nosi tytuł Die kleine Hexe (pol. Malutka Czarownica), a jego reżyserem jest Michael Schaerer. Film powstał w niemiecko-szwajcarskiej współpracy i został wyprodukowany przez Claussen & Putz Filmproduktion z Monachium.

## Źródła
http://www.preussler.de/die-kleine-hexe/
https://adrianadobrzynska.wordpress.com/2010/08/25/malutka-czarownica-otfried-preussler/